# Distrikt Salitral (Sullana)
Der Distrikt Salitral liegt in der Provinz Sullana in der Region Piura in Nordwest-Peru. Der Distrikt wurde am 19. Juni 1946 gegründet. Er hat eine Fläche von 31,3 km². Beim Zensus 2017 wurden 7191 Einwohner gezählt. Im Jahr 1993 betrug die Einwohnerzahl 5054, im Jahr 2007 6097. Sitz der Distriktverwaltung ist die 60 m hoch gelegene Stadt Salitral mit 5900 Einwohnern (Stand 2017). Salitral liegt knapp 4 km nordöstlich der Provinzhauptstadt Sullana.

## Geographische Lage
Der Distrikt Salitral liegt im Südosten der Provinz Sullana. Er liegt am rechten nördlichen Flussufer des nach Westen fließenden Río Chira. Im Süden des Distrikts im Umland des Río Chira wird bewässerte Landwirtschaft betrieben. Im Norden des Distrikts erstreckt sich Wüste.
Der Distrikt Salitral grenzt im Westen an den Distrikt Marcavelica, im Osten an den Distrikt Querecotillo sowie im Süden an den Distrikt Sullana.